# گیوات زیو
گیوات زیو (به لاتین: Giv'at Ze'ev) یک منطقهٔ مسکونی در اسرائیل است که در یهودا و شومرون واقع شده‌است.